# Desa Sukamelang (administrativ by i Indonesien, lat -6,47, long 108,06)
Desa Sukamelang är en administrativ by i Indonesien.   Den ligger i provinsen Jawa Barat, i den västra delen av landet, 140 km öster om huvudstaden Jakarta.